# Дебені
Дебені (словен. Debeni) — поселення в общині Гореня вас-Поляне, Горенський регіон, Словенія. Висота над рівнем моря: 680,5 м.